# Kappa Coronae Borealis b
Kappa Coronae Borealis b là một hành tinh ngoài hệ mặt trời cách chúng ta khoảng 102 năm ánh sáng trong chòm sao Bắc Miện (Corona Borealis). Hành tinh này được phát hiện bởi Johnson và cộng sự, người đã sử dụng phương pháp vận tốc hướng tâm để phát hiện sự chao đảo của ngôi sao gây ra bởi một hành tinh di chuyển xung quanh bởi lực kéo của nó. Nó được phát hiện lần đầu tiên vào tháng 9 năm 2007 và được thông báo vào tháng 11.
Hành tinh có khối lượng 1,8 sao Mộc hoặc 570 khối lượng Trái Đất. Mặc dù chỉ có khối lượng tối thiểu được biết đến vì độ nghiêng không được biết đến. Nó quay quanh quỹ đạo ở khoảng cách 2,7 đơn vị thiên văn hoặc 400 gigamét và mất 1.208 ngày hoặc 3.307 năm để quay quanh Kappa Coronae Borealis.